# ウロコディア
ウロコディア（Urokodia）は、約5億年前のカンブリア紀に生息した節足動物の一属。棘のある甲羅を長い体の前後にもつ、中国の澄江動物群で見つかった Urokodia aequalis という1種のみ知られている。一時期ではモリソニア類と考えられていたが、後に付属肢の発見を基にArtiopoda類に再分類されるようになった。

## 形態

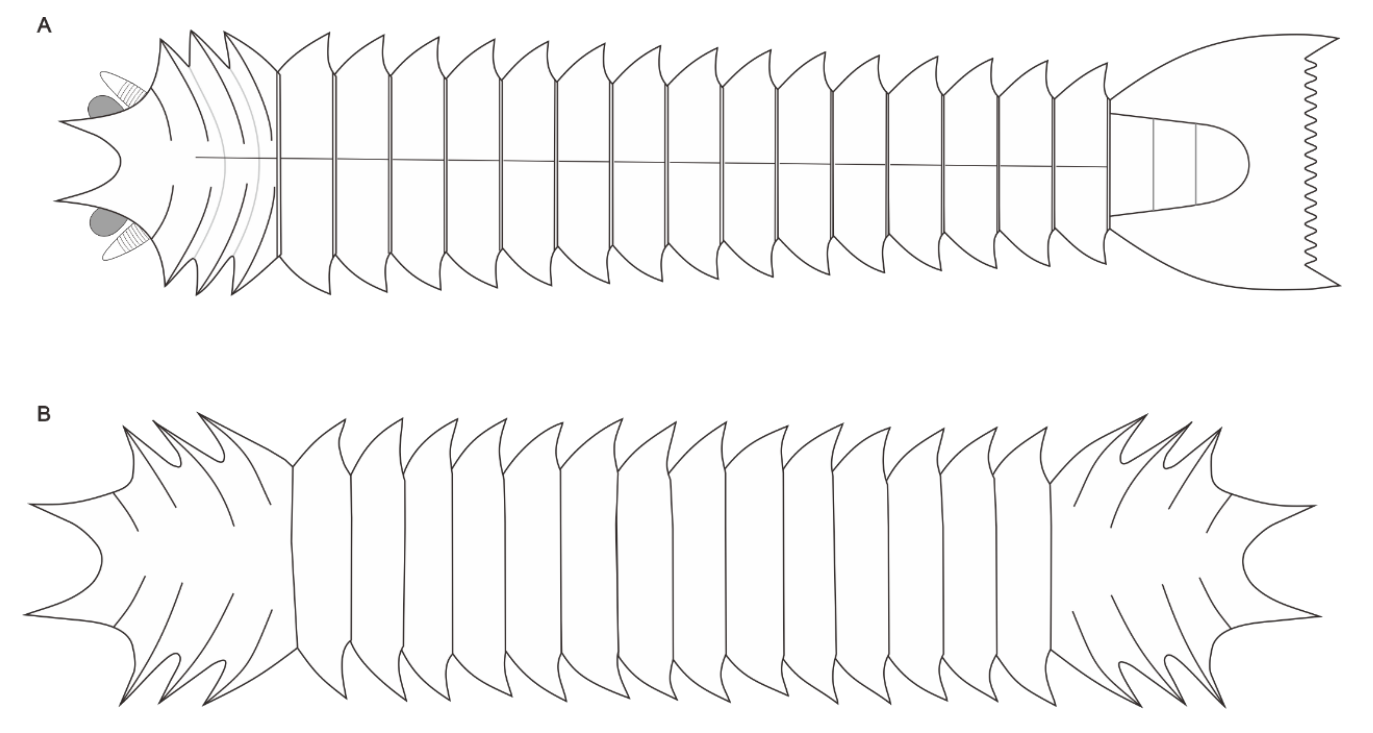
Urokodia aequalis の新復元（A）と旧復元（B）
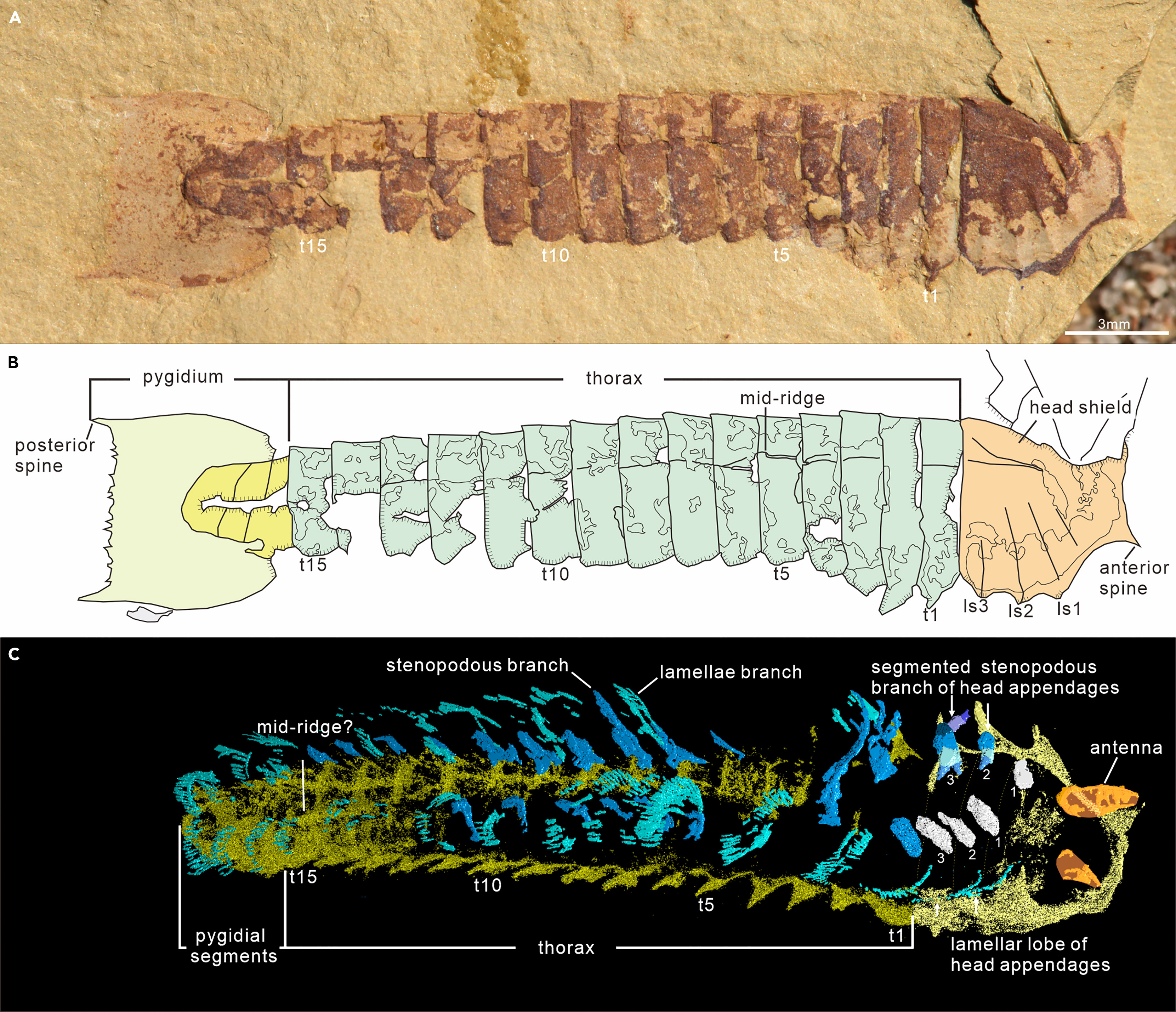
腹面構造を保存した同種の化石標本

体長約3.5cm。背面を覆い被さる外骨格（背板 tergite）のうち前後はそれぞれ甲羅状の頭部 (head, cephalon) と尾部 (pygidium) で、その間は十数体節（胸節）の長い胸部 (thorax) という3つの合体節に分かれている。
頭部は正方形に近く、縁辺部は正面に1対、左右に3対の発達した棘をもつ。後述の腹面構造を元に、これは前5体節（眼をもつ先節+付属肢をもつ4体節）の癒合でできたと考えられる。胸部は体の大部分を占めるほど長く、分節した14もしくは15節が含まれる。各胸節はほぼ同じ長さの背板に覆われ、1対の棘を左右にもつ。前半の胸節はほぼ同形だが、後半の胸節は後方ほどわずかに幅狭くなる。尾部は頭部とほぼ同じ大きさだが、形は明確に異なる（原記載では発見が不完全で、尾部と頭部はほぼ同形だと誤解釈された）。後方に広い三角形で、1対の棘を両後端にもち、その間の縁には小さな棘が10本ほど並んでいる。尾部の前半中央には、癒合した3つの体節の痕跡がある。
付属肢（関節肢）などの腹面構造は長い間ほぼ不明であったが、Liu et al. 2024の再記載によると次の特徴が知られている。先頭には1対の眼柄で突出した眼があり、直後には1対の太い触角が伸びる。それ以降は同形の脚が頭部に3対、各胸節に1対生えている。脚は数多くの環節 (annulation) に分れた近位部、数節の関節に分かれた遠位部、および葉状の附属体 (lamella) を縁辺部にもつ鰭状の部分からなる。なお、尾部3対の付属肢は鰭状の部分のみからなる。

## 分類

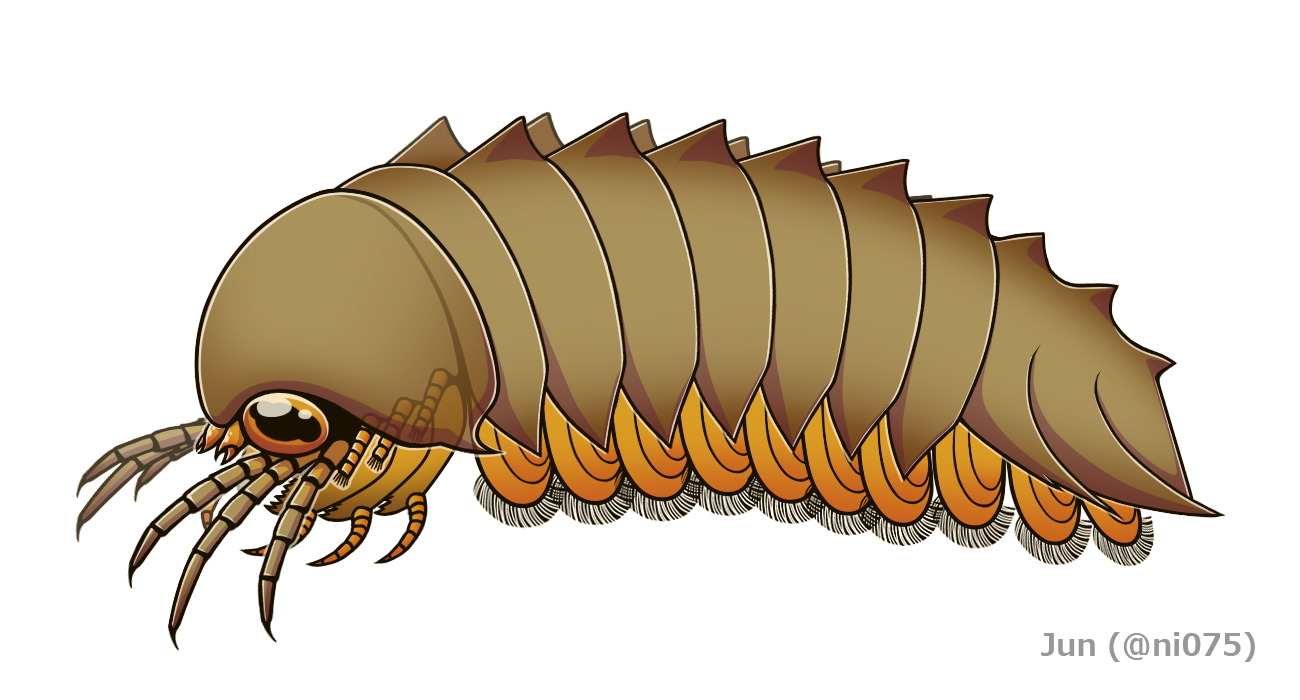
かつてウロコディアの近縁の一つと考えられたモリソニア

モリソニアなどとの類似（ほぼ同じ大きさの甲羅状で縁棘をもつ頭部と尾部・分節した7-14節の胸部）を基に、ウロコディアは長い間モリソニア類（モリソニア目 Mollisoniida）に分類された。モリソニア類自体と他の節足動物の類縁関係は長らく不明であったが、2019年以降ではモリソニアの付属肢と神経系の発見により、基盤的な鋏角類であることが示唆される（詳細はモリソニア#分類を参照）。
Zhang et al. 2002 では、ウロコディアは他のモリソニア類と共にモリソニア科（Mollisoniidae）に分類されたが、Lerosey-Aubril et al. 2020b 以降では胸節数の違い（本属は14節、他のモリソニア類は7節）により、本属は7節の胸節を特徴とするモリソニア科に含まれない。カナダの Stephen Formation（カンブリア紀ウリューアン期）で見つかったモリソニア類の未命名標本 ROM 59949 は、本属のように7節を超える胸節をもつため、本属に近縁で、共に独自の科を表した可能性を示唆されるが、情報は限られているため、これらをまとめる新たな科は未だに創設されていない。
Liu et al. 2024の再記載では、ウロコディアの付属肢はモリソニア類（鋏角類）らしからぬ、むしろ三葉虫などが属するArtiopoda類に類似することが判明した。同論文の系統解析では、ウロコディアは最も基盤的なArtiopoda類とされる。